# L'Ami du peuple
L'Ami du peuple (L'amico del popolo) fu un giornale fondato nel settembre del 1789 da Jean-Paul Marat durante la Rivoluzione francese.

## Storia
Quando il 14 luglio cadde la Bastiglia, Marat era appena tornato dall'Inghilterra. Impressionato da quanto stava accadendo, cominciò a dedicarsi alla causa rivoluzionaria. Perennemente rinchiuso in un seminterrato-stamperia situato nel distretto dei Cordiglieri, diede vita al giornale che decise di intitolare L'Ami du peuple, ou Le Publiciste parisien, journal politique et impartial. Il quotidiano cominciò ad avere notevole risalto nelle giornate di inizio ottobre, segnate dalla marcia delle donne su Versailles e dal trasferimento del sovrano a Parigi.
Il giornale, abitualmente composto da otto pagine (ma a volte si arrivava a sedici), veniva venduto all'alba per un soldo. Lo stile degli articoli, molto aggressivo verso gli antirivoluzionari e i moderati, di cui si chiedeva esplicitamente la testa, non mancò di essere notato dalla guardia nazionale di La Fayette, il quale inviò, il 22 gennaio 1790, un contingente di tremila unità a sostegno di due uomini della Comune, incaricati di arrestare il giornalista. I Cordiglieri riuscirono a rimandare indietro i due uomini, dando così modo a Marat di scappare prima del loro ritorno.
Ne L'Ami du peuple Marat scriveva costantemente le sue visioni politiche su cosa stava accadendo in Francia. In prima pagina recava in esergo, sotto il titolo, le parole Vitam impendere vero (sacrificare la vita per la verità), un'espressione di Giovenale (Satira IV, 91) che fu anche il motto di Jean-Jacques Rousseau.
Lo chiuse subito dopo la proclamazione della Repubblica.